# Patrick Queen
Patrick Queen (Ventress, Luisiana, 13 de agosto de 1999) es un jugador profesional estadounidense de fútbol americano que se desempeña en la posición de linebacker en Pittsburgh Steelers, equipo de la National Football League (NFL).

## Carrera
Fue seleccionado en la primera ronda en la Reunión Anual de Selección de Jugadores de la NFL de 2020. Hizo su debut profesional con el equipo Baltimore Ravens, donde jugó cuatro temporadas, en 2024 pasó a Pittsburgh Steelers.